# サンタ・マリーア・コギーナス
サンタ・マリーア・コギーナス（イタリア語: Santa Maria Coghinas）は、イタリア共和国サルデーニャ自治州サッサリ県にある、人口約1,400人の基礎自治体（コムーネ）。

## 地理

### 位置・広がり

#### 隣接コムーネ
隣接するコムーネは以下の通り。
- ボルティジャーダス
- ブルツィ
- ペルフガス
- セーディニ
- ヴァッレドーリア
- ヴィッダルバ

## 行政

### 分離集落
サンタ・マリーア・コギーナスには、以下の分離集落（フラツィオーネ）がある。
- Buroni, La Scalitta, Longareddu, Isolana, La Multa Bianca